# Ten Summoner’s Tales
Ten Summoner’s Tales (deutsch Zehn Geschichten des Boten) ist das vierte Studioalbum von Sting ohne The Police. Der Titel ist ein Wortspiel zwischen seinem richtigen Namen Gordon Sumner und der Figur des Boten in den Canterbury Tales von Geoffrey Chaucer.
Das Album war für den Mercury Music Prize 1993 und die Grammy Awards 1994 als bestes Album des Jahres nominiert.

## Filmische Verwendung
Das Lied It’s Probably Me, das Sting mit Eric Clapton aufnahm, wurde im Film Lethal Weapon 3 in einer anderen Version als auf dem Album verwendet. Diese Aufnahme wurde als Single verkauft und zu Beginn des Filmes genutzt. Die Wiederaufnahme auf dem Album entstand ohne Beteiligung von Clapton.
Des Weiteren wurde der Song Shape of My Heart am Ende des Films Léon – Der Profi genutzt.

## Titelliste
1. Prologue (If I Ever Lose My Faith in You) – 4:29
2. Love Is Stronger Than Justice (The Munificent Seven) – 5:09
3. Fields of Gold – 3:40
4. Heavy Cloud No Rain – 3:46
5. She’s Too Good for Me – 2:30
6. Seven Days – 4:39
7. Saint Augustine in Hell – 5:17
8. It’s Probably Me (Sting, Eric Clapton, Michael Kamen) – 5:08
9. Everybody Laughed but You – 3:52
10. Shape of My Heart (Dominic Miller, Sting) – 4:38
11. Something the Boy Said – 5:28
12. Epilogue (Nothing 'Bout Me) – 3:41

## Besetzung
- Larry Adler – Mundharmonika
- Brendan Power – Mundharmonika
- John Barclay – Trompete
- Guy Barker – Trompete
- Sian Bell – Cello
- James Boyd – Bratsche
- Vinnie Colaiuta – Schlagzeug
- Richard Edwards – Posaune
- Simon Fischer – Geige
- David Foxxe – Erzählung
- Paul Franklin – Pedal-Steel-Gitarre
- Kathryn Greeley – Geige
- Dave Heath – Flöte
- Dominic Miller – Gitarre
- Mark Nightingale – Posaune
- David Sancious – Tasteninstrumente
- Sting – Gesang, Bass, Harmonika, Saxofon
- Kathryn Tickell – Dudelsack, Fiedel

## Kritiken
Allmusic-Kritiker Stephen Thomas Erlewine schrieb, das Album sei Stings erstes unmissverständliches Popalbum seit den Zeiten von Police; als Album sei es in seiner Gleichartigkeit befriedigender als irgendetwas anderes in seinem Werkeverzeichnis. Er gab dem Album viereinhalb von fünf Punkten.

## Singleauskopplungen
- It’s Probably Me (mit Eric Clapton, 1992)
- If I Ever Lose My Faith in You (1993)
- Nothing ’Bout Me (1993)
- Fields of Gold (1993)
- Love Is Stronger Than Justice (1993)
- Seven Days (1993)

## Kommerzieller Erfolg

### Chartplatzierungen
| ChartsChartplatzierungen       | Höchstplatzierung | Wochen |
| ------------------------------ | ----------------- | ------ |
| Deutschland (GfK)              | 2 (35 Wo.)        | 35     |
| Österreich (Ö3)                | 1 (16 Wo.)        | 16     |
| Schweiz (IFPI)                 | 3 (17 Wo.)        | 17     |
| Vereinigte Staaten (Billboard) | 2 (68 Wo.)        | 68     |
| Vereinigtes Königreich (OCC)   | 2 (71 Wo.)        | 71     |

| ChartsJahrescharts (1993) | Platzierung |
| ------------------------- | ----------- |
| Deutschland (GfK)         | 14          |
| Österreich (Ö3)           | 25          |
| Schweiz (IFPI)            | 28          |

### Auszeichnungen für Musikverkäufe
| Land/Region                  | Auszeichnungen für Musikverkäufe (Land/Region, Auszeichnung, Verkäufe) | Verkäufe    |
| ---------------------------- | ---------------------------------------------------------------------- | ----------- |
| Australien (ARIA)            | Platin                                                                 | 70.000      |
| Belgien (BRMA)               | Gold                                                                   | 25.000      |
| Deutschland (BVMI)           | Gold                                                                   | 250.000     |
| Europa (IFPI)                | Platin                                                                 | (1.000.000) |
| Finnland (IFPI)              | Gold                                                                   | 28.537      |
| Frankreich (SNEP)            | 2× Gold                                                                | 200.000     |
| Italien (FIMI)               | Platin                                                                 | 300.000     |
| Japan (RIAJ)                 | Gold                                                                   | 180.000     |
| Kanada (MC)                  | Platin                                                                 | 100.000     |
| Mexiko (AMPROFON)            | Gold                                                                   | 100.000     |
| Neuseeland (RMNZ)            | Platin                                                                 | 15.000      |
| Niederlande (NVPI)           | Gold                                                                   | 50.000      |
| Schweiz (IFPI)               | Platin                                                                 | 50.000      |
| Spanien (Promusicae)         | Platin                                                                 | 100.000     |
| Vereinigte Staaten (RIAA)    | 3× Platin                                                              | 3.000.000   |
| Vereinigtes Königreich (BPI) | 2× Platin                                                              | 600.000     |
| Insgesamt                    | 8× Gold · 12× Platin ·                                                 | 5.058.087   |

Hauptartikel: Sting/Auszeichnungen für Musikverkäufe